# Manfred von Killinger

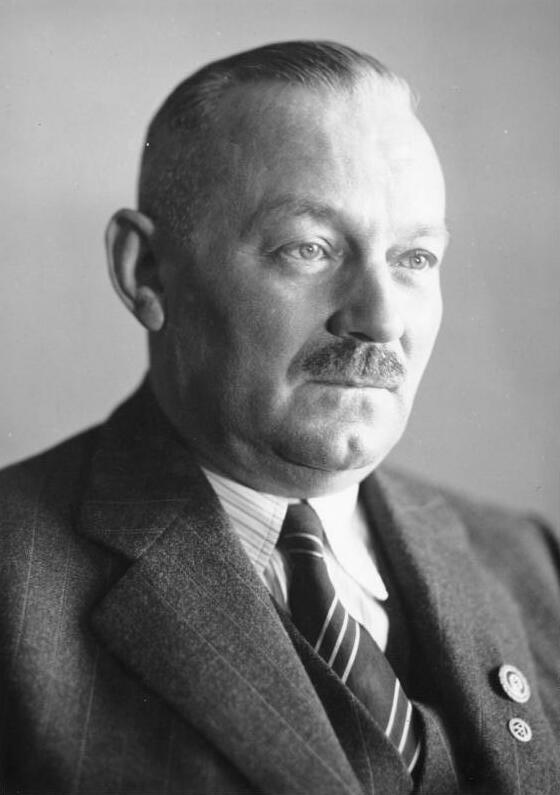
Manfred von Killinger (vor 1940)

Manfred Freiherr von Killinger (* 14. Juli 1886 auf Gut Lindigt bei Nossen; † 2. September 1944 in Bukarest) war ein deutscher Marineoffizier, nationalsozialistischer Politiker und Diplomat. Nach dem Ende des Ersten Weltkriegs schloss er sich dem Freikorps Marine-Brigade Ehrhardt an und übernahm die Führung der militärischen Abteilung ihrer Nachfolgeorganisation, der Organisation Consul. In dieser Funktion erteilte er den Auftrag zur Ermordung Matthias Erzbergers. Für die NSDAP war er ab 1929 Mitglied des Sächsischen Landtags und ab 1932 Reichstagsabgeordneter. Nach der nationalsozialistischen „Machtergreifung“ übernahm er für kurze Zeit die Leitung der sächsischen Regierung und wurde auch zum Ministerpräsidenten von Sachsen ernannt. Im Gefolge des sogenannten Röhm-Putsches verlor der  SA-Obergruppenführer aber sein Amt und wechselte in den Auswärtigen Dienst. Als Botschafter in der Slowakei und Rumänien wirkte er im Zweiten Weltkrieg auf eine deutschfreundliche und antijüdische Politik im Zeichen des Holocaust hin. Seine Erlebnisse im Krieg und in der Weimarer Republik verarbeitete Killinger auch schriftstellerisch.

## Leben

### Angehöriger der Marine und der Brigade Ehrhardt
Der einer schwäbisch-fränkischen Adelsfamilie des Ritterkantons Kraichgau entstammende Killinger besuchte die Fürstenschule St. Afra, das Kadettenkorps Dresden und das Gymnasium Freiberg. 1904 trat er als Seekadett der Kaiserlichen Marine bei. Im Ersten Weltkrieg kommandierte er die Großen Torpedoboote V 3 und V 45 und nahm 1916 an der Skagerrakschlacht teil. Nach der Novemberrevolution 1918 schloss er sich der Brigade Ehrhardt an, mit der er sich als Kommandeur ihrer Sturmkompanie 1919 an der Niederschlagung der Münchner Räterepublik und 1920 am rechtsgerichteten Kapp-Putsch beteiligte. Im Range eines Kapitänleutnants schied er Mitte 1920 aus politischen Gründen aus der Reichsmarine aus.

### Führendes Mitglied der Organisation Consul
Killinger ging nach München, wo er Anfang 1921 in die Zentrale der Organisation Consul (O. C.) eintrat und die Führung der militärischen Abteilung übernahm. Wie die meisten Mitglieder der O. C. gehörte er auch dem antisemitischen Deutschvölkischen Schutz- und Trutzbund an.
Nachdem er zwischenzeitlich als Führer der Sturmkompanie Koppe im Mai 1921 an der Niederschlagung der polnischen Aufstände in Oberschlesien teilgenommen hatte, erteilte Killinger Ende Juli/Anfang August den O. C.-Mitgliedern Heinrich Tillessen und Heinrich Schulz den Auftrag, den ehemaligen Reichsfinanzminister und Zentrums-Politiker Matthias Erzberger zu ermorden. Nach dem Mord verhalf Killinger den Attentätern zur Flucht über Österreich nach Ungarn. Den Mordauftrag hatte Killinger als Befehl des Germanenordens erteilt. Die Rolle des Germanenordens, möglicherweise eine Unterabteilung der O. C., ist dabei unklar.
Im September 1921 wurde Killinger wegen Beteiligung an dem Mordkomplott verhaftet und im Juni 1922 wegen Beihilfe zum Mord vor dem Schwurgericht Offenburg angeklagt. Am 13. Juni 1922 wurde er trotz belastender Beweismittel freigesprochen, nachdem die Geschworenen auf „nicht schuldig“ erkannt hatten. Alle Bemühungen der Regierung und der demokratischen Presse, eine Verurteilung Killingers zu erreichen, blieben erfolglos. Das Reichsgericht hielt das Urteil am 28. Februar 1923 aufrecht. Im Rahmen der Ermittlungen nach der Ermordung Walther Rathenaus 1922 wurde Killinger 1924 verhaftet und wegen „Geheimbündelei“ zu acht Monaten Gefängnis verurteilt, aber ohne Strafvollstreckung auf freien Fuß gesetzt.

### Nationalsozialistischer Politiker
In der Zwischenzeit war Killinger nach Dresden gezogen, wo er 1923 die Führung des sächsischen Bund Wikings übernahm, der als Nachfolgeorganisation der inzwischen verbotenen O. C. gegründet worden war. Zeitweilig war er zusätzlich Führer des Gaues Ostsachsen des Wehrwolfs. Nach dem Verbot des Bundes Wiking 1927 trat Killinger zum 1. Mai 1928 in die NSDAP (Mitgliedsnummer 97.414) und in die SA ein. Er zog für die NSDAP 1929 in den Sächsischen Landtag ein, wo er den Fraktionsvorsitz übernahm. 1932 wurde er Reichstagsabgeordneter der NSDAP im Wahlkreis 28, Dresden-Bautzen in Sachsen. Nachdem Killinger in Sachsen entmachtet war (s. u.), wurde er von Hitler zum Kandidaten für den Wahlkreis 14, Weser-Ems, ernannt. Als Einzelkandidat errang Killinger bei der Wahl automatisch den Sitz. Von 1938 bis 1944 war er Abgeordneter im Wahlkreis 23, Düsseldorf West.
Nach der Machtübergabe an die Nationalsozialisten wurde Killinger am 8. März 1933 in Sachsen als Reichskommissar für Polizei eingesetzt. Seit Februar 1933 amtierte er bereits als Führer der SA-Obergruppe I (Mecklenburg, Pommern, Berlin-Brandenburg, Ostmark, Magdeburg-Anhalt, Halle-Merseburg, Schlesien). Nach dem Rücktritt der sächsischen Regierung unter Walther Schieck am 10. März übernahm Killinger als Reichskommissar die Leitung der Landesregierung. Zu seinen ersten Amtshandlungen gehörten die Absetzung des Dresdner Oberbürgermeisters Wilhelm Külz und die Entlassung von Otto Dix, Professor an der Dresdner Kunstakademie, die deren Rektor, der Grafiker Richard Müller, unterstützte. Seine Führungsposition in Sachsen musste Killinger jedoch sehr rasch dem sächsischen NSDAP-Gauleiter Martin Mutschmann überlassen, der im April 1933 zum „Reichsstatthalter“ ernannt wurde. Am 6. Mai 1933 ernannte Mutschmann im Gegenzug seinen Vorgänger und Rivalen Killinger, den er noch nicht völlig verdrängen konnte, zum ihm unterstellten Ministerpräsidenten von Sachsen. Im Juli 1933 übernahm Killinger die Führung der SA-Obergruppe IV (Sachsen-Thüringen, Magdeburg-Anhalt) und war somit Teil der Obersten SA-Führung.

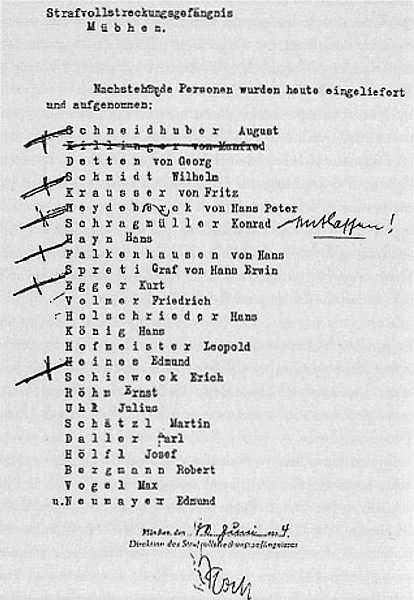
Liste der Strafvollzugsanstalt Stadelheim in München mit den dort am 30. Juni 1934 eingelieferten Personen. Der Name Manfred von Killinger wurde gestrichen.

Im Rahmen der Röhm-Affäre, bei der um den 30. Juni 1934 herum fast das gesamte Führerkorps der SA ermordet wurde, wurde auch Killinger verhaftet. Er wurde auf dem Wege nach Bad Wiessee mit seinem Adjutanten Friedrich Günther auf dem Bahnhof in München festgenommen. Hitler ließ ihn noch am 30. Juni verhören und teilte ihm persönlich seine Absetzung als Ministerpräsident mit. Dann ließ er Killinger frei. Dieser kehrte am 1. Juli nach Dresden zurück und wurde auf Befehl Himmlers – möglicherweise auf das Betreiben seines Konkurrenten Martin Mutschmann – dort ein zweites Mal verhaftet – diesmal vom Führer des SS-Oberabschnitts Friedrich Karl von Eberstein. Der ehemalige Ministerpräsident und SA-Obergruppenführer wurde in das KZ Hohnstein eingewiesen, jedoch nach kurzer Zeit entlassen. Sein Adjutant Friedrich Günther blieb noch längere Zeit an unbekanntem Ort in Haft. Mutschmann wurde am 28. Februar 1935 von Adolf Hitler mit der Führung der Landesregierung beauftragt.

### Im Auswärtigen Dienst
1935 wurde Killinger zum Mitglied des neu geschaffenen Volksgerichtshofes ernannt. Am 30. April 1937 wurde er in den Auswärtigen Dienst berufen und übernahm am 14. Juni 1937 die Geschäfte des Generalkonsuls in San Francisco. Gemeinsame Anstrengungen des Deutsch-Amerikanischen Kulturverbandes und der Seeleute- und Hafenarbeitergewerkschaft Maritime Union of Pacific erwirkten jedoch seine dortige Abberufung zum Ende 1938.
Ab 1940 unternahm Killinger Besuche in verschiedenen osteuropäischen Hauptstädten, wo er für die Beschäftigung deutscher Berater und für eine antisemitische Politik im deutschen Sinne warb. In der Slowakei erreichte er die Ersetzung von Ferdinand Ďurčanský als Innenminister durch Alexander Mach. Vom 29. Juli 1940 bis 19. Januar 1941 wirkte Killinger als deutscher Gesandter in der Slowakei und ebnete den Weg für die Tätigkeit Dieter Wislicenys als „Judenberater“, der sich dort um die Judenverfolgung kümmern sollte. Im Januar 1941 wurde Killinger als Gesandter nach Rumänien geschickt. Sein Aufgabengebiet in Bratislava übernahm Hanns Ludin. Nach Bukarest folgte ihm Gustav Richter als „Judenberater“ und Willy Roedel als Adjutant. Killinger berichtete über die rumänische Judenverfolgung nach Berlin, unterband im Auftrag des Auswärtigen Amtes die Emigration rumänischer Juden, wirkte an der Einführung des Gelben Sterns in Rumänien mit und erreichte 1942 von Diktator Ion Antonescu die Zusage, dass rumänische Juden in den deutsch besetzten Gebieten Europas den Deutschen überlassen würden. Die Beziehungen des SA-Führers Killinger zur SS waren allerdings von Autoritätskonflikten gekennzeichnet, welche die Deportation der Juden aus Rumänien letztlich verzögerten. 
Am 23. August 1944 ließ König Michael I. im Rahmen eines königlichen Staatsstreichs den Diktator Antonescu und sein gesamtes Kabinett festnehmen und hielt eine Rundfunkansprache an das rumänische Volk. 
Am Nachmittag des 24. August starteten auf Befehl von Hitler einige am Luftwaffenstützpunkt Băneasa stationierte deutsche Sturzkampfbomber und bombardierten den Königspalast und einige Regierungsgebäude in Bukarest.
Killinger hatte diesen Staatsstreich nicht kommen sehen. Er versuchte, in Rumänien stationierte deutsche Truppen für einen Angriff auf Bukarest zu organisieren. Flak-Einheiten der Wehrmacht wurden von der Garnison in Bukarest unter General Iosif Teodorescu und mit eilends gegründeten »Patriotischen Garden« abgewehrt. Die Rote Armee marschierte Ende August in Bukarest ein. Von Killinger erschoss am 2. September 1944 im Botschaftsgebäude seine Sekretärin und Geliebte Helga Petersen und anschließend sich selbst, um einer Verhaftung zu entgehen. 
Hitler gewährte Killingers Witwe eine Dotation in Höhe von 250.000 Reichsmark. Carl August Clodius hatte Killingers Funktion in Bukarest faktisch bereits seit Mai 1944 übernommen.

### Privates
Manfred Freiherr von Killinger war seit dem 24. Januar 1917 mit Gertrud (geb. Martin) verheiratet. Aus der Ehe gingen zwei Töchter (Brigitte Freiin von Killinger, verh. Volke, und Renate Freiin von Killinger, verh. von Holtzendorff) hervor. Frau und Töchter nahmen sich nach Ende des Zweiten Weltkrieges am 10. Mai 1945 das Leben. Das Gemeinschaftsgrab befindet sich auf dem Friedhof von Schellerhau im Osterzgebirge.

## Literarisches Werk
Seine Erlebnisse als Kriegsteilnehmer und Freikorpskämpfer verarbeitete Killinger auch schriftstellerisch. Die Historiker Stephan Malinowski und Sven Reichardt attestieren seinen Texten „eine atmosphärisch dichte Verknüpfung von Kriegertum und Frauenhaß, in denen die Attribute der Bürgerlichkeit, des materiellen Reichtums, des Judentums und der Weiblichkeit zu einem einzigen Konglomerat des Widerwärtigen verschmolzen“. Killingers Habitus gleiche den Wahrnehmungs- und Verhaltensmustern, die Klaus Theweleit in seiner Rekonstruktion faschistischer „Männerphantasien“ beschrieben habe.
Die größte Verbreitung von Killingers Werken fand Ernstes und Heiteres aus dem Putschleben, das seit 1931 im Franz-Eher-Verlag, dem Zentralverlag der NSDAP, bis in die Jahre des Zweiten Weltkrieges in zehn Auflagen erschien. In der Sowjetischen Besatzungszone wurden Killingers sämtliche Schriften 1946 auf die Liste der auszusondernden Literatur gesetzt.

## Veröffentlichungen
- Heiteres aus dem Seemannsleben. Beutelspacher (Hinzmann), Dresden 1923.
- Ernstes und Heiteres aus dem Putschleben. Mit Zeichnungen von A. Paul Weber, Vormarsch, Berlin 1928. (10. Auflage, Zentralverlag der NSDAP Franz Eher Nachf., München 1943).
- Die SA in Wort und Bild. (=Reihe: Männer und Mächte). R. Kittler, Leipzig 1933. (Umgearb. und erg. Ausgabe. ebd. 1934. – 1934 im Gefolge des sogenannten Röhm-Putsches vom Verlag zurückgezogen).
- Geleitwort In: Rudolf Schricker: Rotmord über München. Zeitgeschichte-Verlag, Berlin o. J. (1934)
- Kampf um Oberschlesien 1921. Bisher unveröffentlichte Aufzeichnungen des Führers der Abteilung von Killinger. K. F. Koehler, Leipzig 1934  (2. Auflage 1939).
- Der Klabautermann. Eine Autobiographie. Franz Eher Verlag, München 1936 (4. Aufl. 1942)
- Das waren Kerle! (=Bücherei des Soldatenbundes Band 1).  Wilhelm Limpert, Berlin 1937. (Neuausgabe: Zentralverlag der NSDAP Franz Eher Nachf., München 1944).